# غير المدعوة
غير المدعوة (بالإنجليزية: The Uninvited)‏ هو فيلم دراما نفسي من بطولة إيميلي براوننغ، إليزابيث بانكس، أرييل كيبيل وديفيد ستراثيرن، صدر الفيلم في الولايات المتحدة في 30 يناير 2009. الفيلم هو إعادة صناعة للفيلم الكوري الجنوبي قصة شقيقتين الذي صدر عام 2003.

## روابط خارجية
غير المدعوة على موقع IMDb (الإنجليزية)
- غير المدعوة على موقع ميتاكريتيك (الإنجليزية)
- غير المدعوة على موقع روتن توميتوز (الإنجليزية)
- غير المدعوة على موقع نتفليكس (الإنجليزية)
- غير المدعوة على موقع ألو سيني (الفرنسية)
- غير المدعوة على موقع Turner Classic Movies (الإنجليزية)
- غير المدعوة على موقع أول موفي (الإنجليزية)
- غير المدعوة على موقع بوكس أوفيس موجو (الإنجليزية)
- غير المدعوة على موقع فيلمافينيتي (الإسبانية)
- غير المدعوة على موقع قاعدة بيانات الأفلام السويدية (السويدية)